# Großer Preis von Spanien
Der Große Preis von Spanien (Gran Premio de España) ist ein seit 1951 mit Unterbrechungen ausgetragenes Formel-1-Rennen in Spanien.
1980 eskalierte der Streit über das gültigen Reglement zwischen der FISA und der FOCA. Die Fahrer der FOCA-Teams waren zum Großen Preis von Spanien 1980 gesperrt und Bernie Ecclestone, Vorsitzender der FOCA, konterte wiederum mit der Androhung eines Boykotts. Schließlich drängte der König von Spanien Juan Carlos persönlich die Veranstalter zur Fortführung des Events, die daraufhin die FISA-Teams von der Veranstaltung ausschlossen. Die FOCA-Teams bestritten das Rennen alleine. In der Folge deklarierte FISA-Präsident Jean-Marie Balestre den Lauf als Piratenrennen und wertete es nicht für die Weltmeisterschaft.
Seit 1981 haben verschiedene Sponsoren den Namen gekauft: 1981 hieß das Rennen Gran Premio Talbot de España, von 1986 bis 1992 Gran Premio Tío Pepe de España, von 1993 bis 2005 hieß es dann Gran Premio Marlboro de España und seit 2023 ist der Name AWS Gran Premio de España aktuell.

## Austragungsort
Der Austragungsort wechselte in unterschiedlichen Abständen zwischen acht verschiedenen Rennstrecken innerhalb Spaniens. Die ersten beiden Male nach dem Zweiten Weltkrieg (1951 und 1954) fand das Rennen auf dem Circuit de Pedralbes nahe Barcelona statt. In den Jahren von 1968 bis 1975 fand der Große Preis von Spanien abwechselnd auf den Rennstrecken Circuito del Jarama in Madrid und auf dem Circuit de Montjuïc in Barcelona statt. Von 1976 bis 1981 war durchgehend Madrid der Austragungsort. In den Jahren 1982 bis 1985 wurde kein Großer Preis von Spanien ausgetragen. Von 1986 bis 1990 wurde der Grand Prix auf dem Circuito de Jerez im äußersten Südwesten Spaniens veranstaltet. Seit 1991 findet das Formel-1-Rennen regelmäßig auf dem Circuit de Barcelona-Catalunya in Montmeló nahe Barcelona statt. Ab 2026 soll der Große Preis von Spanien auf einem neuen Stadtkurs, der durch das IFEMA-Messegelände am Rande von Madrid führt, stattfinden.

Autódromo de Sitges-Terramar (Sant Pere de Ribes)
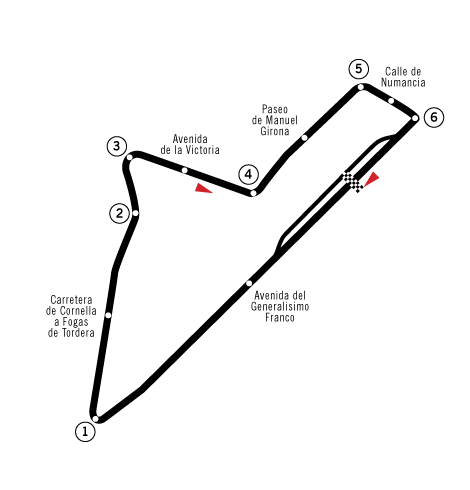
Circuit de Pedralbes (Barcelona)
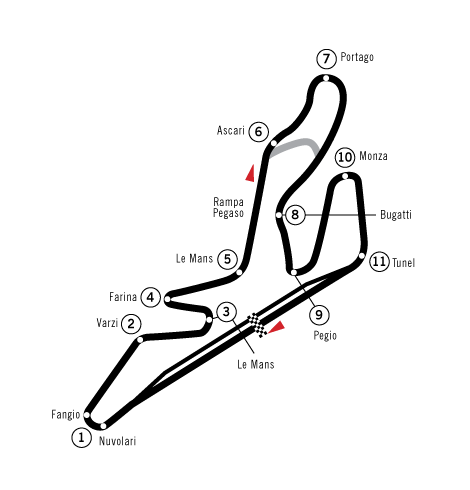
Circuito del Jarama (Madrid)
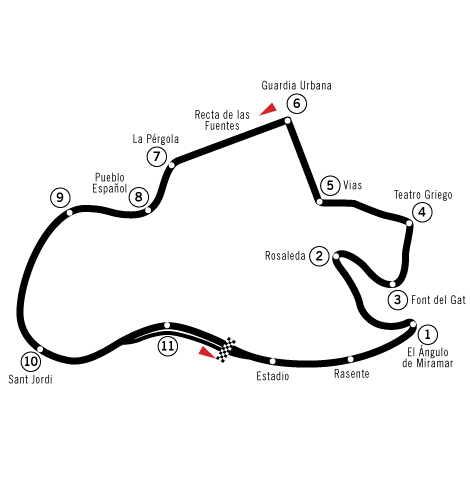
Circuit de Montjuïc (Barcelona)
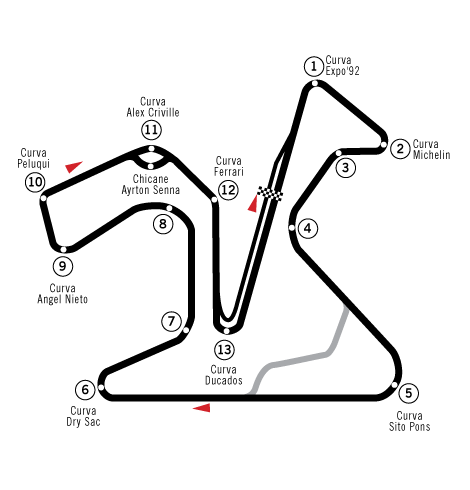
Circuito de Jerez (Jerez de la Frontera)
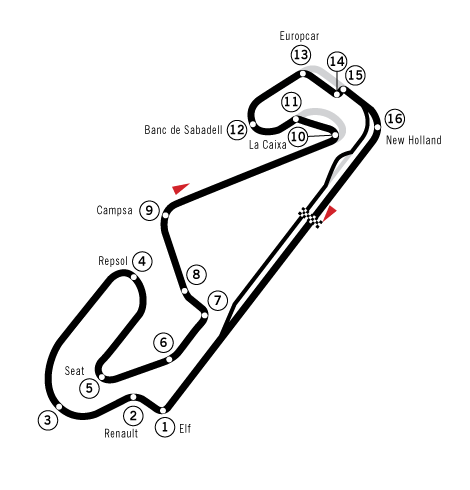
Circuit de Barcelona-Catalunya (Barcelona)

Seitdem 1983 der Große Preis von Europa eingeführt wurde, gab es bis 2012 siebenmal neben dem Großen Preis von Spanien ein zweites Formel-1-Rennen in Spanien: 1994 und 1997 wurde der Große Preis von Europa auf dem Circuito de Jerez ausgetragen, ab 2008 dann auf dem Valencia Street Circuit.

## Ergebnisse
| Auflage | Jahr          | Strecke                       | Klasse                        | Sieger                                                        | Zweiter                                 | Dritter                                 | Pole-Position                                 | Schnellste Runde                      |
| ------- | ------------- | ----------------------------- | ----------------------------- | ------------------------------------------------------------- | --------------------------------------- | --------------------------------------- | --------------------------------------------- | ------------------------------------- |
| 01      | 1913          | Guadarrama                    |                               | Carlos de Salamanca (Rolls-Royce)                             | unbekannt                               | unbekannt                               | unbekannt                                     | unbekannt                             |
|         | 1914 bis 1922 | kein Großer Preis von Spanien | kein Großer Preis von Spanien | kein Großer Preis von Spanien                                 | kein Großer Preis von Spanien           | kein Großer Preis von Spanien           | kein Großer Preis von Spanien                 | kein Großer Preis von Spanien         |
| 02      | 1923          | Sitges-Terramar               |                               | Albert Divo (Sunbeam)                                         | Louis Zborowski (Miller 122)            | unbekannt                               | unbekannt                                     | unbekannt                             |
|         | 1924 und 1925 | kein Großer Preis von Spanien | kein Großer Preis von Spanien | kein Großer Preis von Spanien                                 | kein Großer Preis von Spanien           | kein Großer Preis von Spanien           | kein Großer Preis von Spanien                 | kein Großer Preis von Spanien         |
| 03      | 1926          | Circuito Lasarte              |                               | Bartolomeo Costantini (Bugatti)                               | Jules Goux (Bugatti)                    | Louis Wagner Robert Benoist (Delage)    | unbekannt                                     | Bartolomeo Costantini (Bugatti)       |
| 04      | 1927          | Circuito Lasarte              |                               | Robert Benoist (Delage)                                       | Caberto Conelli (Bugatti)               | Edmond Bourlier (Delage)                | unbekannt                                     | Robert Benoist (Delage)               |
| 05      | 1928          | Circuito Lasarte              | SW                            | Louis Chiron (Bugatti)                                        | Georges Bouriano (Bugatti)              | Jean Delemer (E.H.P.)                   | unbekannt                                     | Georges Bouriano (Bugatti)            |
| 06      | 1929          | Circuito Lasarte              | SW                            | Louis Rigal / Goffredo Zehender / Carlo Canavesi (Alfa Romeo) | G. Colombo / Achille Varzi (Alfa Romeo) | Henri Stoffel (Chrysler)                | unbekannt                                     | unbekannt                             |
| 07      | 1930          | Circuito Lasarte              | GP                            | Achille Varzi (Maserati)                                      | Aymo Maggi (Maserati)                   | Henri Stoffel (Peugeot)                 | Filippo Sartorio (Maserati) (ausgelost)       | Achille Varzi (Maserati)              |
|         | 1931 und 1932 | kein Großer Preis von Spanien | kein Großer Preis von Spanien | kein Großer Preis von Spanien                                 | kein Großer Preis von Spanien           | kein Großer Preis von Spanien           | kein Großer Preis von Spanien                 | kein Großer Preis von Spanien         |
| 08      | 1933          | Circuito Lasarte              | GP                            | Louis Chiron (Alfa Romeo)                                     | Luigi Fagioli (Alfa Romeo)              | Marcel Lehoux (Bugatti)                 | Juan Zanelli (Alfa Romeo) (ausgelost)         | Tazio Nuvolari (Maserati)             |
| 09      | 1934          | Circuito Lasarte              | GP                            | Luigi Fagioli (Mercedes-Benz)                                 | Rudolf Caracciola (Mercedes-Benz)       | Tazio Nuvolari (Bugatti)                | Rudolf Caracciola (Mercedes-Benz) (ausgelost) | Hans Stuck (Auto Union)               |
| 10      | 1935          | Circuito Lasarte              | GP                            | Rudolf Caracciola (Mercedes-Benz)                             | Luigi Fagioli (Mercedes-Benz)           | Manfred von Brauchitsch (Mercedes-Benz) | Jean-Pierre Wimille (Bugatti) (ausgelost)     | Achille Varzi (Auto Union)            |
|         | 1936 bis 1950 | kein Großer Preis von Spanien | kein Großer Preis von Spanien | kein Großer Preis von Spanien                                 | kein Großer Preis von Spanien           | kein Großer Preis von Spanien           | kein Großer Preis von Spanien                 | kein Großer Preis von Spanien         |
| 11      | 1951          | Pedralbes                     | F1                            | Juan Manuel Fangio (Alfa Romeo)                               | José Froilán González (Ferrari)         | Giuseppe Farina (Alfa Romeo)            | Alberto Ascari (Ferrari)                      | Juan Manuel Fangio (Alfa Romeo)       |
|         | 1952 und 1953 | kein Großer Preis von Spanien | kein Großer Preis von Spanien | kein Großer Preis von Spanien                                 | kein Großer Preis von Spanien           | kein Großer Preis von Spanien           | kein Großer Preis von Spanien                 | kein Großer Preis von Spanien         |
| 12      | 1954          | Pedralbes                     | F1                            | Mike Hawthorn (Ferrari)                                       | Luigi Musso (Maserati)                  | Juan Manuel Fangio (Mercedes)           | Alberto Ascari (Lancia)                       | Alberto Ascari (Lancia)               |
|         | 1955 bis 1966 | kein Großer Preis von Spanien | kein Großer Preis von Spanien | kein Großer Preis von Spanien                                 | kein Großer Preis von Spanien           | kein Großer Preis von Spanien           | kein Großer Preis von Spanien                 | kein Großer Preis von Spanien         |
| 13      | 1967          | Jarama                        | F1                            | Jim Clark (Lotus-Ford)                                        | Graham Hill (Lotus-Ford)                | Jack Brabham (Brabham-Repco)            | Jim Clark (Lotus-Ford)                        | Jim Clark (Lotus-Ford)                |
| 14      | 1968          | Jarama                        | F1                            | Graham Hill (Lotus-Ford)                                      | Denis Hulme (McLaren-Ford)              | Brian Redman (Cooper-B.R.M.)            | Chris Amon (Ferrari)                          | Jean-Pierre Beltoise (Matra-Ford)     |
|         |               |                               |                               |                                                               |                                         |                                         |                                               |                                       |
| 15      | 1969          | Montjuïc                      | F1                            | Jackie Stewart (Matra-Ford)                                   | Bruce McLaren (McLaren-Ford)            | Jean-Pierre Beltoise (Matra-Ford)       | Jochen Rindt (Lotus-Ford)                     | Jochen Rindt (Lotus-Ford)             |
|         |               |                               |                               |                                                               |                                         |                                         |                                               |                                       |
| 16      | 1970          | Jarama                        | F1                            | Jackie Stewart (March-Ford)                                   | Bruce McLaren (McLaren-Ford)            | Mario Andretti (March-Ford)             | Jack Brabham (Brabham-Ford)                   | Jack Brabham (Brabham-Ford)           |
|         |               |                               |                               |                                                               |                                         |                                         |                                               |                                       |
| 17      | 1971          | Montjuïc                      | F1                            | Jackie Stewart (Tyrrell-Ford)                                 | Jacky Ickx (Ferrari)                    | Chris Amon (Matra)                      | Jacky Ickx (Ferrari)                          | Jacky Ickx (Ferrari)                  |
|         |               |                               |                               |                                                               |                                         |                                         |                                               |                                       |
| 18      | 1972          | Jarama                        | F1                            | Emerson Fittipaldi (Lotus-Ford)                               | Jacky Ickx (Ferrari)                    | Clay Regazzoni (Ferrari)                | Jacky Ickx (Ferrari)                          | Jacky Ickx (Ferrari)                  |
|         |               |                               |                               |                                                               |                                         |                                         |                                               |                                       |
| 19      | 1973          | Montjuïc                      | F1                            | Emerson Fittipaldi (Lotus-Ford)                               | François Cevert (Tyrrell-Ford)          | George Follmer (Shadow-Ford)            | Ronnie Peterson (Lotus-Ford)                  | Ronnie Peterson (Lotus-Ford)          |
|         |               |                               |                               |                                                               |                                         |                                         |                                               |                                       |
| 20      | 1974          | Jarama                        | F1                            | Niki Lauda (Ferrari)                                          | Clay Regazzoni (Ferrari)                | Emerson Fittipaldi (McLaren-Ford)       | Niki Lauda (Ferrari)                          | Niki Lauda (Ferrari)                  |
|         |               |                               |                               |                                                               |                                         |                                         |                                               |                                       |
| 21      | 1975          | Montjuïc                      | F1                            | Jochen Mass (McLaren-Ford)                                    | Jacky Ickx (Lotus-Ford)                 | Carlos Reutemann (Brabham-Ford)         | Niki Lauda (Ferrari)                          | Mario Andretti (Parnelli-Ford)        |
|         |               |                               |                               |                                                               |                                         |                                         |                                               |                                       |
| 22      | 1976          | Jarama                        | F1                            | James Hunt (McLaren-Ford)                                     | Niki Lauda (Ferrari)                    | Gunnar Nilsson (Lotus-Ford)             | James Hunt (McLaren-Ford)                     | Jochen Mass (McLaren-Ford)            |
| 23      | 1977          | Jarama                        | F1                            | Mario Andretti (Lotus-Ford)                                   | Carlos Reutemann (Ferrari)              | Jody Scheckter (Wolf-Ford)              | Mario Andretti (Lotus-Ford)                   | Jacques Laffite (Ligier-Matra)        |
| 24      | 1978          | Jarama                        | F1                            | Mario Andretti (Lotus-Ford)                                   | Ronnie Peterson (Lotus-Ford)            | Jacques Laffite (Ligier-Matra)          | Mario Andretti (Lotus-Ford)                   | Mario Andretti (Lotus-Ford)           |
| 25      | 1979          | Jarama                        | F1                            | Patrick Depailler (Ligier-Ford)                               | Carlos Reutemann (Lotus-Ford)           | Mario Andretti (Lotus-Ford)             | Jacques Laffite (Ligier-Ford)                 | Gilles Villeneuve (Ferrari)           |
| 26#1    | 1980          | Jarama                        | F1                            | Alan Jones (Williams-Ford)                                    | Jochen Mass (Arrows-Ford)               | Elio de Angelis (Lotus-Ford)            | Jacques Laffite (Ligier-Ford)                 | Alan Jones (Williams-Ford)            |
| 27      | 1981          | Jarama                        | F1                            | Gilles Villeneuve (Ferrari)                                   | Jacques Laffite (Ligier-Matra)          | John Watson (McLaren-Ford)              | Jacques Laffite (Ligier-Matra)                | Alan Jones (Williams-Ford)            |
|         | 1982 bis 1985 | kein Großer Preis von Spanien | kein Großer Preis von Spanien | kein Großer Preis von Spanien                                 | kein Großer Preis von Spanien           | kein Großer Preis von Spanien           | kein Großer Preis von Spanien                 | kein Großer Preis von Spanien         |
| 28      | 1986          | Jerez                         | F1                            | Ayrton Senna (Lotus-Renault)                                  | Nigel Mansell (Williams-Honda)          | Alain Prost (McLaren-TAG)               | Ayrton Senna (Lotus-Renault)                  | Nigel Mansell (Williams-Honda)        |
| 29      | 1987          | Jerez                         | F1                            | Nigel Mansell (Williams-Honda)                                | Alain Prost (McLaren-TAG)               | Stefan Johansson (McLaren-TAG)          | Nelson Piquet (Williams-Honda)                | Gerhard Berger (Ferrari)              |
| 30      | 1988          | Jerez                         | F1                            | Alain Prost (McLaren-Honda)                                   | Nigel Mansell (Williams-Judd)           | Alessandro Nannini (Benetton-Ford)      | Ayrton Senna (McLaren-Honda)                  | Alain Prost (McLaren-Honda)           |
| 31      | 1989          | Jerez                         | F1                            | Ayrton Senna (McLaren-Honda)                                  | Gerhard Berger (Ferrari)                | Alain Prost (McLaren-Honda)             | Ayrton Senna (McLaren-Honda)                  | Ayrton Senna (McLaren-Honda)          |
| 32      | 1990          | Jerez                         | F1                            | Alain Prost (Ferrari)                                         | Nigel Mansell (Ferrari)                 | Alessandro Nannini (Benetton-Ford)      | Ayrton Senna (McLaren-Honda)                  | Riccardo Patrese (Williams-Renault)   |
|         |               |                               |                               |                                                               |                                         |                                         |                                               |                                       |
| 33      | 1991          | Barcelona                     | F1                            | Nigel Mansell (Williams-Renault)                              | Alain Prost (Ferrari)                   | Riccardo Patrese (Williams-Renault)     | Gerhard Berger (McLaren-Honda)                | Riccardo Patrese (Williams-Renault)   |
| 34      | 1992          | Barcelona                     | F1                            | Nigel Mansell (Williams-Renault)                              | Michael Schumacher (Benetton-Ford)      | Jean Alesi (Ferrari)                    | Nigel Mansell (Williams-Renault)              | Nigel Mansell (Williams-Renault)      |
| 35      | 1993          | Barcelona                     | F1                            | Alain Prost (Williams-Renault)                                | Ayrton Senna (McLaren-Ford)             | Michael Schumacher (Benetton-Ford)      | Alain Prost (Williams-Renault)                | Michael Schumacher (Benetton-Ford)    |
| 36      | 1994          | Barcelona                     | F1                            | Damon Hill (Williams-Renault)                                 | Michael Schumacher (Benetton-Ford)      | Martin Brundle (McLaren-Peugeot)        | Michael Schumacher (Benetton-Ford)            | Michael Schumacher (Benetton-Ford)    |
| 37      | 1995          | Barcelona                     | F1                            | Michael Schumacher (Benetton-Renault)                         | Johnny Herbert (Benetton-Renault)       | Gerhard Berger (Ferrari)                | Michael Schumacher (Benetton-Renault)         | Damon Hill (Williams-Renault)         |
| 38      | 1996          | Barcelona                     | F1                            | Michael Schumacher (Ferrari)                                  | Jean Alesi (Benetton-Renault)           | Jacques Villeneuve (Williams-Renault)   | Damon Hill (Williams-Renault)                 | Michael Schumacher (Ferrari)          |
| 39      | 1997          | Barcelona                     | F1                            | Jacques Villeneuve (Williams-Renault)                         | Olivier Panis (Prost-Mugen-Honda)       | Jean Alesi (Benetton-Renault)           | Jacques Villeneuve (Williams-Renault)         | Giancarlo Fisichella (Jordan-Peugeot) |
| 40      | 1998          | Barcelona                     | F1                            | Mika Häkkinen (McLaren-Mercedes)                              | David Coulthard (McLaren-Mercedes)      | Michael Schumacher (Ferrari)            | Mika Häkkinen (McLaren-Mercedes)              | Mika Häkkinen (McLaren-Mercedes)      |
| 41      | 1999          | Barcelona                     | F1                            | Mika Häkkinen (McLaren-Mercedes)                              | David Coulthard (McLaren-Mercedes)      | Michael Schumacher (Ferrari)            | Mika Häkkinen (McLaren-Mercedes)              | Michael Schumacher (Ferrari)          |
| 42      | 2000          | Barcelona                     | F1                            | Mika Häkkinen (McLaren-Mercedes)                              | David Coulthard (McLaren-Mercedes)      | Rubens Barrichello (Ferrari)            | Michael Schumacher (Ferrari)                  | Mika Häkkinen (McLaren-Mercedes)      |
| 43      | 2001          | Barcelona                     | F1                            | Michael Schumacher (Ferrari)                                  | Juan Pablo Montoya (Williams-BMW)       | Jacques Villeneuve (BAR-Honda)          | Michael Schumacher (Ferrari)                  | Michael Schumacher (Ferrari)          |
| 44      | 2002          | Barcelona                     | F1                            | Michael Schumacher (Ferrari)                                  | Juan Pablo Montoya (Williams-BMW)       | David Coulthard (McLaren-Mercedes)      | Michael Schumacher (Ferrari)                  | Michael Schumacher (Ferrari)          |
| 45      | 2003          | Barcelona                     | F1                            | Michael Schumacher (Ferrari)                                  | Fernando Alonso (Renault)               | Rubens Barrichello (Ferrari)            | Michael Schumacher (Ferrari)                  | Rubens Barrichello (Ferrari)          |
| 46      | 2004          | Barcelona                     | F1                            | Michael Schumacher (Ferrari)                                  | Rubens Barrichello (Ferrari)            | Jarno Trulli (Renault)                  | Michael Schumacher (Ferrari)                  | Michael Schumacher (Ferrari)          |
| 47      | 2005          | Barcelona                     | F1                            | Kimi Räikkönen (McLaren-Mercedes)                             | Fernando Alonso (Renault)               | Jarno Trulli (Toyota)                   | Kimi Räikkönen (McLaren-Mercedes)             | Giancarlo Fisichella (Renault)        |
| 48      | 2006          | Barcelona                     | F1                            | Fernando Alonso (Renault)                                     | Michael Schumacher (Ferrari)            | Giancarlo Fisichella (Renault)          | Fernando Alonso (Renault)                     | Felipe Massa (Ferrari)                |
| 49      | 2007          | Barcelona                     | F1                            | Felipe Massa (Ferrari)                                        | Lewis Hamilton (McLaren-Mercedes)       | Fernando Alonso (McLaren-Mercedes)      | Felipe Massa (Ferrari)                        | Felipe Massa (Ferrari)                |
| 50      | 2008          | Barcelona                     | F1                            | Kimi Räikkönen (Ferrari)                                      | Felipe Massa (Ferrari)                  | Lewis Hamilton (McLaren-Mercedes)       | Kimi Räikkönen (Ferrari)                      | Kimi Räikkönen (Ferrari)              |
| 51      | 2009          | Barcelona                     | F1                            | Jenson Button (Brawn-Mercedes)                                | Rubens Barrichello (Brawn-Mercedes)     | Mark Webber (Red Bull-Renault)          | Jenson Button (Brawn-Mercedes)                | Rubens Barrichello (Brawn-Mercedes)   |
| 52      | 2010          | Barcelona                     | F1                            | Mark Webber (Red Bull-Renault)                                | Fernando Alonso (Ferrari)               | Sebastian Vettel (Red Bull-Renault)     | Mark Webber (Red Bull-Renault)                | Lewis Hamilton (McLaren-Mercedes)     |
| 53      | 2011          | Barcelona                     | F1                            | Sebastian Vettel (Red Bull-Renault)                           | Lewis Hamilton (McLaren-Mercedes)       | Jenson Button (McLaren-Mercedes)        | Mark Webber (Red Bull-Renault)                | Lewis Hamilton (McLaren-Mercedes)     |
| 54      | 2012          | Barcelona                     | F1                            | Pastor Maldonado (Williams-Renault)                           | Fernando Alonso (Ferrari)               | Kimi Räikkönen (Lotus-Renault)          | Pastor Maldonado (Williams-Renault)           | Romain Grosjean (Lotus-Renault)       |
| 55      | 2013          | Barcelona                     | F1                            | Fernando Alonso (Ferrari)                                     | Kimi Räikkönen (Lotus-Renault)          | Felipe Massa (Ferrari)                  | Nico Rosberg (Mercedes)                       | Esteban Gutiérrez (Sauber-Ferrari)    |
| 56      | 2014          | Barcelona                     | F1                            | Lewis Hamilton (Mercedes)                                     | Nico Rosberg (Mercedes)                 | Daniel Ricciardo (Red Bull-Renault)     | Lewis Hamilton (Mercedes)                     | Sebastian Vettel (Red Bull-Renault)   |
| 57      | 2015          | Barcelona                     | F1                            | Nico Rosberg (Mercedes)                                       | Lewis Hamilton (Mercedes)               | Sebastian Vettel (Ferrari)              | Nico Rosberg (Mercedes)                       | Lewis Hamilton (Mercedes)             |
| 58      | 2016          | Barcelona                     | F1                            | Max Verstappen (Red Bull-TAG Heuer)                           | Kimi Räikkönen (Ferrari)                | Sebastian Vettel (Ferrari)              | Lewis Hamilton (Mercedes)                     | Daniil Kwjat (Toro Rosso-Ferrari)     |
| 59      | 2017          | Barcelona                     | F1                            | Lewis Hamilton (Mercedes)                                     | Sebastian Vettel (Ferrari)              | Daniel Ricciardo (Red Bull-TAG Heuer)   | Lewis Hamilton (Mercedes)                     | Lewis Hamilton (Mercedes)             |
| 60      | 2018          | Barcelona                     | F1                            | Lewis Hamilton (Mercedes)                                     | Valtteri Bottas (Mercedes)              | Max Verstappen (Red Bull-TAG Heuer)     | Lewis Hamilton (Mercedes)                     | Daniel Ricciardo (Red Bull-TAG Heuer) |
| 61      | 2019          | Barcelona                     | F1                            | Lewis Hamilton (Mercedes)                                     | Valtteri Bottas (Mercedes)              | Max Verstappen (Red Bull-Honda)         | Valtteri Bottas (Mercedes)                    | Lewis Hamilton (Mercedes)             |
| 62      | 2020          | Barcelona                     | F1                            | Lewis Hamilton (Mercedes)                                     | Max Verstappen (Red Bull-Honda)         | Valtteri Bottas (Mercedes)              | Lewis Hamilton (Mercedes)                     | Valtteri Bottas (Mercedes)            |
| 63      | 2021          | Barcelona                     | F1                            | Lewis Hamilton (Mercedes)                                     | Max Verstappen (Red Bull-Honda)         | Valtteri Bottas (Mercedes)              | Lewis Hamilton (Mercedes)                     | Max Verstappen (Red Bull-Honda)       |
| 64      | 2022          | Barcelona                     | F1                            | Max Verstappen (Red Bull Racing-RBPT)                         | Sergio Pérez (Red Bull Racing-RBPT)     | George Russell (Mercedes)               | Charles Leclerc (Ferrari)                     | Sergio Pérez (Red Bull Racing-RBPT)   |
| 65      | 2023          | Barcelona                     | F1                            | Max Verstappen (Red Bull Racing-RBPT)                         | Lewis Hamilton (Mercedes)               | George Russell (Mercedes)               | Max Verstappen (Red Bull Racing-RBPT)         | Max Verstappen (Red Bull Racing-RBPT) |
| 66      | 2024          | Barcelona                     | F1                            | Max Verstappen (Red Bull Racing-RBPT)                         | Lando Norris (McLaren-Mercedes)         | Lewis Hamilton (Mercedes)               | Lando Norris (McLaren-Mercedes)               | Lando Norris (McLaren-Mercedes)       |
| 67      | 2025          | Barcelona                     | F1                            | Oscar Piastri (McLaren-Mercedes)                              | Lando Norris (McLaren-Mercedes)         | Charles Leclerc (Ferrari)               | Oscar Piastri (McLaren-Mercedes)              | Oscar Piastri (McLaren-Mercedes)      |

| Legende   | Legende                                                                                              | Legende                                                     |
| Abkürzung | Klasse                                                                                               | Kommentar                                                   |
| --------- | --- | ----------------------------------------------------------- |
| F1        | Formel 1                                                                                             | Formel-1-Weltmeisterschaft ab 1950                          |
| F2        | Formel 2                                                                                             |                                                             |
| FL        | Formula libre                                                                                        | Fahrzeugklasse in der Regel vom Veranstalter ausgeschrieben |
| SW        | Sportwagen                                                                                           |                                                             |
| TW        | Tourenwagen                                                                                          |                                                             |
| GP        | Grand-Prix-Fahrzeuge                                                                                 |                                                             |
|           | ↓ Durchgehende graue Linien zeigen an, wann in der Geschichte auf einem neuen Kurs gefahren wurde. ↓ |                                                             |
|           | |                                                             |
|           | Einträge mit hellrotem Hintergrund waren keine Läufe zur Automobil- bzw. Formel-1-Weltmeisterschaft. |                                                             |
|           | Einträge mit gelbem Hintergrund waren Läufe zur Europameisterschaft.                                 |                                                             |

Anmerkungen
#1) Der Große Preis von Spanien 1980 wurde nachträglich von der FISA annulliert und nicht in der Weltmeisterschaft gewertet.

## Hauptsponsoren
- 1981: Gran Premio Talbot de España
- 1986–1992: Gran Premio Tío Pepe de España
- 1993–2005: Gran Premio Marlboro de España
- 2006–2010: Gran Premio de España Telefónica
- 2011–2012: Gran Premio de España Santander
- 2014–2015: Gran Premio de España Pirelli